# Richard Oetker
Pour les articles homonymes, voir Oetker.
Richard Oetker (né le 4 janvier 1951 à Bielefeld) est un homme d’affaires allemand qui dirige le groupe Oetker depuis 2010.

## Carrière
Fils de Rudolf-August Oetker (1916-2007) et de Susanne Jantsch (1922-2012), Richard Oetker est le cadet de quatre enfants, ses frères et sœur étant August Oetker junior, Bergit comtesse Douglas et Christian Oetker. Il a fréquenté l’université technique de Munich pour étudier la brasserie et l’agronomie. Depuis 1981, l’année où son père se retira des affaires, il a eu nombre de postes au sein de l’entreprise familiale. Il s’est marié deux fois et a deux enfants.

## Enlèvement
Le 14 décembre 1976, l’étudiant de 25 ans fut enlevé par Dieter Zlof, un mécanicien d’origine slovène qui l’enferma dans une boîte en bois et attacha ses mains et pieds à des menottes qui assénaient des chocs électriques s’il criait ou tentait de fuir. Alors que la victime mesurait 1,94 m, la boîte avait 1,45 m de long et 70 cm de large. À l’aube du 15 décembre, un bruit tout près de la boîte déclencha un choc suffisamment fort pour que l’enlevé se casse les fémurs et deux côtes en heurtant les parois de la boîte. Ses hurlements prolongèrent les chocs de dix secondes, et ses douleurs furent si graves que très brièvement il eut le désir de mourir.
Sa famille paya 21 millions de DM, à l’époque la plus grosse rançon jamais réclamée en Allemagne. Au moment où la police retrouva la victime dans un Opel Commodore, l’enlèvement avait duré 47 heures. Deux années s’écoulèrent avant que l’enquête policière fournît Zlof comme suspect. Sans avoir avoué le crime, celui-ci fut condamné à la peine maximale, c’est-à-dire quinze ans de prison, le 9 juin 1980.
En mai 1997, Zlof, qui avait creusé un trou dans une forêt à 30 km au sud-est de Munich pour y cacher l’argent, alla en Angleterre pour échanger quelques billets moisis (valeur : 12,5 millions de DM) contre de l’argent utilisable. Il fut condamné à deux ans de prison pour blanchiment d’argent et s’avoua coupable dans une autobiographie écrite et publiée par la femme de son avocat en 1997.
Oetker souffre toujours des blessures infligées par les chocs. Il a marché avec des béquilles durant quatre ans et a subi plusieurs opérations jusqu’à l’an 1994. Comme il est resté coincé dans la boîte pendant trop longtemps, ses poumons aussi ont subi des dégâts.

## Der Tanz mit dem Teufel
Le crime est le sujet du film Der Tanz mit dem Teufel: Die Entführung des Richard Oetker (La danse avec le diable : L’enlèvement de Richard Oetker), sorti en 2001. Sebastian Koch y joue Richard Oetker, Tobias Moretti joue l’enquêteur Helmut Bauer (qui est renommé Georg Kufbach) et Christoph Waltz incarne Dieter Cilov. Le nom de Zlof a été changé pour des raisons juridiques.

## Littérature
- Nicole Amelung. Die Entführung (Lesani-Medienverlag, 1997).  (ISBN 3-9805045-5-7)
- Rüdiger Jungbluth. Die Oetkers – Geschäft und Geheimnisse der bekanntesten Wirtschaftsdynastie Deutschlands (Francfort-sur-le-Main: Campus Verlag, 2004).  (ISBN 3593373963).